# واربورجيا
واربورجيا (الاسم العلمي: Warburgia) هو جنس من النباتات المزهرة في عائلة Canellaceae (كانيلاسيا) رتبة كانيليات، تم وصفه في عام 1895 وتسميته على اسم عالم النبات الألماني أوتو فاربورغ. 

## الانتشار
موطنه الأصلي شرق وجنوب إفريقيا.

## الاستخدام
له استخدامات طبية، كشف أن مستخلصات Warburgia ugandensis (واربورجيا أوغاندينسيس) أظهرت بعض الخصائص أنها مضادة للملاريا في النماذج الحيوانية.

## الأنواع
Warburgia elongata. واربورجيا إيلونجاتا
Warburgia salutaris واربورجيا سالوتاريس
Warburgia stuhlmannii   واربورجيا ستولماني
Warburgia ugandensis  واربورجيا أوغاندينسيس